# يو إف سي 270
يو إف سي 270: نغانو ضد غان  (بالإنجليزية: UFC 270 Ngannou vs Gane)‏ كان حدثًا لفنون القتال المختلطة نظمته بطولة القتال النهائي، وأُقيم في 22 يناير 2022 في هوندا سنتر في آناهايم، كاليفورنيا.

## الجوائز الإضافية
حصل المقاتلون التاليون على مكافآت بقيمة 50،000 دولار.
- قتال الليلة: ديفسون فيغيريدو ضد براندون مورينو
- أداء الليلة: سعيد نورماغوميدوف ضد فانيسا ديموبولوس